# ألفريدو كوادرادو
ألفريدو كوادرادو (بالإسبانية: Alfredo Cuadrado Freire)‏ هو لاعب كرة قدم إسباني، ولد في 1973 في مدريد في إسبانيا.

## وصلات خارجية
- ألفريدو كوادرادو على موقع Paralympic.org (الإنجليزية)
- ألفريدو كوادرادو على موقع اللجنة البارالمبية الإسبانية (الإسبانية)